# Jeder ist ein Star!
Jeder ist ein Star! (Kinotitel) bzw. Everybody’s Famous! (DVD-Titel) ist der Titel einer belgisch-niederländisch-französischen Filmkomödie aus dem Jahre 2000.

## Inhalt
Der einfache Fabrikarbeiter Jean Vereecken träumt davon, ein berühmter Songschreiber zu werden und projiziert diesen Lebenstraum auf seine pummelige Tochter Marva, die er schon von klein auf zu Gesangswettbewerben und Karaokeshows begleitet. Voller Neid blickt er auf die Fernsehauftritte der Sängerin Debbie, die bereits ein echter Star ist.
Eines Tages denkt sich Jean wieder einmal ein Lied aus, mit dem er seine Tochter am Frühstückstisch überrascht. Marva reagiert jedoch auf den steten Erwartungsdruck ihres Vaters reichlich genervt. Derweil steuert Jean in eine Krise, da er bald arbeitslos wird. Als dann noch sein Auto den Geist aufgibt, leistet ausgerechnet die von ihm als Erzrivalin betrachtete Debbie Pannenhilfe. Kurzerhand entführt er sie und versucht, mit seiner Geisel Debbies Produzenten zu erpressen, um aus seinem Lied einen echten Hit und aus Töchterlein Marva einen echten Star zu machen.

## Hintergrund
Mit dem einfachen Umfeld auf dem strukturschwachen Land und auf der Basis der Sorgen, Nöte und Träume einfacher Menschen setzt der Film an einem ernsten Hintergrund an. Gleichzeitig arbeitet er jedoch mit einem steten Augenzwinkern zahlreiche Klischees sowohl aus dem zwischenmenschlichen Sektor wie auch aus dem Showbusiness auf. So lässt sich etwa Willy, der beste Freund Jeans, von seiner Freundin ausnutzen, die sich gegen gelegentlichen Sex von ihm finanzieren lässt (z. B. einen als Studienreise getarnten Urlaub mit ihrem Liebhaber). Und natürlich fehlt auch nicht die geläufige Vorstellung, dass nur Star werden kann, wer sich nach oben schläft.
Der Unterhaltungswert des Films basiert auf skurrilen Szenen und Situationskomik, die sich aus unüberlegten und oft auch unerwarteten Spontanentscheidungen und deren unvermeidlichen Konsequenzen ergeben. Beispielsweise verschleiert Jean seine Identität bei einem Gespräch mit Debbies Produzenten mit einer Michael-Jackson-Maske, outet sich aber gleichzeitig dadurch, dass er seine Tochter als designierte Interpretin des zukünftigen Hits benennt. Auf ähnliche Art werden zahlreiche weitere Verhaltungsmuster und Klischees auf die Schippe genommen, sodass die Handlung zwangsläufig auf eine wohltuende Art komisch wirken muss.

## Kritik
Jeder ist ein Star! erntete von den Kritikern viel Zuspruch als zynische, skurrile, fast britisch anmutende Komödie, die berechtigterweise für den Oscar nominiert wurde. Der Film gewinnt sein Publikum vor allem wegen des Respekts und der Zuneigung zu den meist naiven aber eben doch liebenswerten Charakteren. Um als treffende Satire aufgefasst werden zu können, fehlte es den Kritikern jedoch oftmals an Biss. Dafür wurde der Film als zu zahm und harmlos aufgefasst, was insbesondere durch das harmonisierende Finale verursacht wird. Und gerade der Umstand, am Ende nicht klar zu wissen, ob der Film nun ironisch verstanden werden will oder nicht, war einer der gewichtigsten Kritikpunkte. Schließlich könnte das friedvolle Ende den Eindruck vermitteln, Entführung sei ein probates Mittel zur Bewältigung von Alltagsproblemen.

## Auszeichnungen
Der Film wurde 2001 in der Kategorie Bester Fremdsprachiger Film für den Oscar nominiert.
Josse De Pauw gewann im Jahr 2000 den belgischen Joseph-Plateau-Filmprijs als Bester Schauspieler. Eva Van der Gucht, Dominique Deruddere und der Film selbst (als Bester Belgischer Film) wurden ebenfalls für die Joseph-Plateau-Filmprijzen nominiert.
Dominique Deruddere gewann außerdem 2001 die Publikumspreise des Ljubljanski Mednarodni Filmski Festival und des Festival du Cinéma Nordique de Rouen sowie den Silbernen Delphin in der Kategorie Bestes Drehbuch des Festival Internacional de Cinema de Tróia (Festróia).